# Charles Alderson
Charles Alderson (Lancester, 1946. február 12. –) brit nyelvész. Jelenleg a Lancasteri Egyetem Nyelvtudományi és Angol Tanszékének tiszteletbeli professzora. Kutatása a nyelvi tesztelésre összpontosít.

## Pályafutás
Alderson 1957 és 1964 között a Burnley Gimnáziumba járt. 1967-ben Alderson Bachelor of Arts fokozatot szerzett német és francia nyelvből az Oxfordi Egyetemen. 1972-ben alkalmazott nyelvészeti diplomát szerzett az Edinburgh-i Egyetemen, majd 1977-ben PhD-fokozatot szerzett. Doktori értekezésének címe: „A Study of the Cloze Procedure with Native and Non-native Speakers of English”. Témavezetője dr. Alan Davies volt.
1969 és 1971 között angol nyelvet oktatott a Düsseldorfi Egyetemen. 1972-től 1974-ig a British Council angol nyelvi előadója volt a University of Algiers-en, Algériában. 1974-ben az angol nyelvtesztelés koordinátora lett az Edinburgh-i Egyetemen. 1977-ig az alkalmazott nyelvészet oktatója az Edinburgh-i Egyetemen. Az Edinburgh-i Egyetemen töltött ideje alatt az English Proficiency Test Battery (EPTB) verziójának társszerzője volt. 1977-ben kinevezték a Mexikói Autonóm Nemzeti Egyetem (UNAM) Modern Nyelvi Központja (CELE) kutatási és fejlesztési egységének vezetőjévé. 1979-ben a Michigan Egyetem Angol Nyelv Intézetének tesztelési igazgatója lett.
1998 és 2000 között ő volt a budapesti British Council tanácsadója.
2017. április 19-én Alderson és két másik munkatársa (Tineke Brunfaut és Luke Harding) a Nemzetközi Nyelvvizsga Szövetség (ILTA) legjobb publikáció díjában részesült. A díjnyertes cikket „Towards a Theory of Diagnosis in Second and Foreign Language Assessment: Insights from Professional Practice Across Diverse Fields” 2015-ben tették közzé az Applied Linguistics folyóiratban.

## Kutatás
Alderson az ENLTA projekt (az Európai Nyelvi Tesztelési és Értékelési Hálózat) koordinátora volt, amelyet az Európai Bizottság 2003 és 2005 között finanszírozott, hogy létrehozza az EALTA-t, egy olyan személyekből álló szervezetet, akik az oktatás bármilyen szintjén részt vesznek a nyelvi tesztelésében vagy értékelésében.
Alderson volt a DIALANG fejlesztője.

## Díjak
- 2010: Tiszteletbeli ösztöndíj, a Trinity College Laban, London
- 2009: Tiszteletbeli doktorátus, Jyväskylä Egyetem, Finnország
- 2009: Kiválóság a doktori felügyeletben, a Lancasteri Egyetemi Díj
- 2008: A Nemzetközi Nyelvi Tesztelési Szövetség életpályafutásának díja

## Közlemények
Alderson számos nagyobb folyóiratban publikált, mint például az Applied Linguistics, a Modern Language Journal, a Language Testing, a Language Awareness.

## Bibliográfia

### Könyvek
- Alderson, J. C., Alderson, J. C. (Ed.), Pizorn, K. (Ed.), Zemva, N. (Ed.), & Beaver, L. (Ed.) (2001). The language assistant scheme in Slovenia: a baseline study. Ljubljana: The British Council.
- Alderson, J. C., & Cseresznyés., M. (2003). Reading and use of English. (Into Europe). Budapest: Teleki László Foundation.
- Alderson, J. C. (2005). Diagnosing foreign language proficiency : the interface between learning and assessment. London: Continuum.
- Alderson, J. C., & Alderson, J. C. (Ed.) (2009). The politics of language education : individuals and institutions. (New Perspectives on Language and Education). Bristol: Multilingual Matters.
- Alderson, J. C. (2011). A lifetime of language testing. (Applied Linguistic Series). Shanghai: Shanghai Foreign Language Education Press.
- Alderson, J. C., Haapakangas, E-L., Huhta, A., Nieminen, L., & Ullakonoja, R. (2015). The diagnosis of reading in a second or foreign language. New York and London: Routledge.

### Cikkek
- Alderson, J. C., Brunfaut, T., & Harding, L. (2015). Towards a theory of diagnosis in second and foreign language assessment: insights from professional practice across diverse fields. Applied Linguistics, 36(2), 236-260. doi:
- Harding, L., Alderson, C., & Brunfaut, T. (2015). Diagnostic assessment of reading and listening in a second or foreign language: elaborating on diagnostic principles. Language Testing, 32(3), 317-336. doi:
- Alderson, J. C., Nieminen, L., & Huhta, A. (2016). Characteristics of Weak and Strong Readers in a Foreign Language. Modern Language Journal, 100(4), 853-879. doi:
- Alderson, J. C., Brunfaut, T., & Harding, L. (2017). Bridging assessment and learning: a view from second and foreign language assessment. Assessment in Education: Principles, Policy and Practice, 24(3), 379-387. doi:
- Kremmel, B., Brunfaut, T., & Alderson, C. (2017). Exploring the role of phraseological knowledge in foreign language reading. Applied Linguistics, 38(6), 848-870. doi:

## Fordítás
- Ez a szócikk részben vagy egészben  a   Charles Alderson című angol Wikipédia-szócikk ezen változatának fordításán alapul.  Az eredeti cikk szerkesztőit annak laptörténete sorolja fel. Ez a jelzés csupán a megfogalmazás eredetét és a szerzői jogokat jelzi, nem szolgál a cikkben szereplő információk forrásmegjelöléseként.